# John M. Read
Pour les articles homonymes, voir John Meredith.
John Meredith Read, né le 21 juillet 1797 à Philadelphie, et mort le 29 novembre 1874, est un avocat, juriste et politicien américain. Il est un des fondateurs du Parti républicain et Chief Justice de la Cour suprême de Pennsylvanie.